# Domino (pièce de théâtre)
Pour les articles homonymes, voir Domino.
Domino est une pièce de Marcel Achard représentée pour la première fois, le 3 février 1932, à la Comédie des Champs-Élysées. La pièce fut diffusée sur Antenne 2 en 1976 et en 1983 avec Jean Piat dans le rôle-titre ainsi que Danièle Lebrun (Lorette), Alain Mottet (Heller), Michel Roux (Crémone)), Françoise Fleury (Christiane), Marco Perrin (Mirandole), Marianne Pernety (Fernande, la bonne) et dans une mise en scène de Jean Piat.

## Argument
Lorette est mariée à Heller, un époux très jaloux, qui a découvert une lettre d'amour venant d'une ancienne liaison et prénommé François. Il soupçonne (à juste titre) Crémone, son meilleur ami, et a juré la perte de ce rival. Lorette recrute un homme, François Dominique dit "Domino", pour détourner Heller de ses soupçons sur son ancien amant... qui a bel et bien écrit la fameuse lettre.
Domino détournera un temps les soupçons de Heller mais finira par en justifier de bien plus graves...

## Représentations

### Comédie des Champs-Élysées,1932
À partir du 3 février 1932 à la Comédie des Champs-Élysées.
- Mise en scène : Louis Jouvet
- Scénographie : Eugène Printz
- Costumes : Jeanne Lanvin
- Personnages et interprètes :
  - DOMINO : Louis Jouvet
  - LORETTE : Valentine Tessier
  - CRÈMONE : Jean Devalde
  - HELLER : Pierre Renoir
  - MIRANDOLE : Eugène Chevalier
  - CHRISTIANE : Vera Ossipova
  - FERNANDE : Nilda Duplessis

## Comédie-Française,1958
À partir du 18 janvier 1958 à la Comédie-Française.
- Mise en scène : Jean Meyer
- Scénographie : Suzanne Lalique
- Personnages et interprètes :
  - DOMINO : Paul Meurisse
  - LORETTE : Hélène Perdrière
  - CRÈMONE : Georges Descrières
  - HELLER : Jean Meyer
  - MIRANDOLE : Robert Manuel
  - CHRISTIANE : Javotte Lehmann
  - FERNANDE : Michèle Grellier

### Au théâtre ce soir,1967
Spectacle de la Comédie-Française enregistré au Théâtre Marigny le 8 avril 1967.
- Mise en scène : Jean Piat
- Décors : Roger Harth
- Costumes : Donald Cardwell
- Personnages et interprètes :
  - DOMINO : Jean Piat
  - LORETTE : Geneviève Casile
  - CRÈMONE : Bernard Dhéran
  - HELLER : Georges Descrières
  - MIRANDOLE : Jean-Claude Arnaud
  - CHRISTIANE : Françoise Kanel
  - FERNANDE : Claire Vernet

### Comédie-Française,1967
À partir du 9 octobre 1967 à la Comédie-Française.
- Mise en scène : Jean Meyer
- Scénographie : Suzanne Lalique
- Personnages et interprètes :
  - DOMINO : Jean Piat
  - LORETTE : Geneviève Casile
  - CRÈMONE : Jacques Toja
  - HELLER : François Chaumette
  - MIRANDOLE : Jean-Claude Arnaud
  - CHRISTIANE : Françoise Kanel
  - FERNANDE : Claire Vernet

## Théâtre des Variétés,1969
- Mise en scène : Pierre Mondy
- Décors : Georges Wakhévitch
- Personnages et interprètes :
  - DOMINO : Robert Lamoureux
  - LORETTE : Danielle Darrieux
  - CRÈMONE : Daniel Ceccaldi
  - HELLER : Guy Tréjan
  - MIRANDOLE : Pierre Mirat
  - CHRISTIANE : France Gabrielle
  - FERNANDE : Claudine Collas

### Théâtre Marigny,1981
- Mise en scène : Jean Piat
- Costumes : Donald Cardwell
- Personnages et interprètes :
  - DOMINO : Jean Piat
  - LORETTE : Axelle Abbadie
  - CRÈMONE : Michel Roux
  - HELLER : Jacques Dacqmine
  - MIRANDOLE : Jacques Dynam
  - CHRISTIANE : Françoise Fleury
  - FERNANDE : Corinne Lahaye

## Adaptation
La pièce a été adaptée au cinéma, sous le même titre, en 1943 par Jean Aurenche, dans une réalisation de Roger Richebé, Marcel Achard signant lui-même les dialogues.

## Analyse
Nicolas Boscher a produit une analyse assez complète de l'œuvre et de son histoire: sa structure est inspirée de La Volupté de l'honneur (que Charles Dullin avait montée en 1922), de Luigi Pirandello, qui assiste d'ailleurs à la représentation en 1932, l'adaptation cinématographique en sacrifie l'imaginaire à "une mise en scène lourdement explicite", et la dernière version théâtrale dynamise le troisième acte, en l'éloignant du méta-théâtre pirandellien.